# Hohenleuben
Hohenleuben è una città tedesca di 1 431 abitanti, situata nel Land della Turingia.
Appartiene al circondario di Greiz ed è amministrato dal comune amministratore (Erfüllende Gemeinde) di Langenwetzendorf.